# EuroChallenge 2008-2009
EuroChallenge 2008-2009 è stata la sesta edizione dell'EuroChallenge, e il primo con il nome EuroChallenge, organizzato dalla FIBA Europe. L'anno precedente era noto come FIBA Eurocup. In tutto hanno partecipato 40 squadre provenienti da 21 paesi (tra cui le 16 squadre eliminate al primo e secondo turno preliminare dell'Eurocup 2008-2009).
La coppa è stata vinta dalla Virtus Bologna.

## Squadre partecipanti
| Paese       | # squadre | Squadre          | Squadre              | Squadre          | Squadre    |
| ----------- | --------- | ---------------- | -------------------- | ---------------- | ---------- |
| Russia      | 4         | Ural Great Perm' | Zenit S. Pietroburgo | Lokomotiv Kuban' | VVS Samara |
| Belgio      | 3         | Ostenda          | Mons-Hainaut         | Liegi            |            |
| Germania    | 3         | Telekom Bonn     | Skyl. Francoforte    | EWE Oldenburg    |            |
| Ucraina     | 3         | B.K. Kiev        | Chimik Južnyj        | Sumykhim. Sumy   |            |
| Cipro       | 3         | Keravnos         | AEL Limassol         | APOEL            |            |
| Estonia     | 2         | Kalev/Cramo      | Tartu Ülikooli       |                  |            |
| Francia     | 2         | Cholet           | Hyères-Toulon        |                  |            |
| Paesi Bassi | 2         | EiffelTowers     | Amsterdam            |                  |            |
| Grecia      | 1         | Olympia Larissa  |                      |                  |            |
| Israele     | 1         | H. Gerusalemme   |                      |                  |            |
| Italia      | 1         | Virtus Bologna   |                      |                  |            |
| Lettonia    | 1         | Ventspils        |                      |                  |            |
| Lituania    | 1         | Šiauliai         |                      |                  |            |
| Austria     | 1         | Swans Gmunden    |                      |                  |            |
| Polonia     | 1         | Czarni Słupsk    |                      |                  |            |
| Spagna      | 1         | Siviglia         |                      |                  |            |
| Turchia     | 1         | Galatasaray      |                      |                  |            |
| Svizzera    | 1         | Fribourg Olympic |                      |                  |            |

## Turni preliminari

### Primo turno preliminare
Dal 14 al 21 ottobre 2008
| # | Squadra 1         | Punt.   | Squadra 2            | 1ª gara | 2ª gara |
| - | ----------------- | ------- | -------------------- | ------- | ------- |
| B | Prostějov         | 134-148 | KK Zagabria          | 61-69   | 73-79   |
| C | AMAK SP Ohrid     | 148-145 | Zlatorog Laško       | 70-76   | 78-69   |
| D | Asesoft Ploiești  | 147-145 | Sptk. S. Pietroburgo | 79-76   | 68-69   |
| E | U Cluj            | 132-163 | EWE Oldenburg        | 60-86   | 72-77   |
| F | Svendborg Rabbits | 168-180 | Široki               | 92-100  | 76-80   |
| H | MBK Mykolaïv      | 138-151 | Skyl. Francoforte    | 68-75   | 70-76   |
| I | Rustavi           | 160-200 | Sumykhim. Sumy       | 81-110  | 79-90   |
| J | Spartak Pleven    | 153-176 | Antalya BŞB          | 83-87   | 70-89   |
| K | APOEL             | 113-135 | Vichy                | 52-66   | 61-69   |
| L | Sibiu             | 144-186 | Bandırma Banvit      | 67-74   | 77-112  |
| M | Cedevita Junior   | 150-157 | Hyères-Toulon        | 92-82   | 58-75   |
| N | Körmend           | 171-201 | EiffelTowers         | 71-88   | 100-113 |
| O | Donec'k           | 120-134 | AEL Limassol         | 65-65   | 55-79   |
| P | Bakken Bears      | 119-164 | Liegi                | 55-67   | 64-97   |

### Secondo turno preliminare
Dal 4 all'11 novembre 2008
| # | Squadra 1         | Punt.   | Squadra 2        | 1ª gara | 2ª gara |
| - | ----------------- | ------- | ---------------- | ------- | ------- |
|   | EiffelTowers      | 166-130 | AMAK SP Ohrid    | 94-66   | 72-64   |
|   | Široki            | 155-164 | Sumykhim. Sumy   | 73-73   | 82-91   |
|   | VVS Samara        | 149-136 | KK Zagabria      | 80-60   | 69-76   |
|   | Skyl. Francoforte | 127-125 | Antalya BŞB      | 60-60   | 67-65   |
|   | Hyères-Toulon     | 170-154 | Asesoft Ploiești | 103-77  | 67-77   |
|   | EWE Oldenburg     | 150-120 | Borac Banja Luka | 76-46   | 74-74   |
|   | Liegi             | 154-137 | Vichy            | 74-67   | 80-70   |
|   | Bandırma Banvit   | 165-189 | AEL Limassol     | 93-100  | 72-89   |

## Stagione regolare
Dal 25 novembre 2008 al 13 gennaio 2009.

### Gruppo A
|    | Squadra       | P | V | S | PF  | PS  | Diff |
| -- | ------------- | - | - | - | --- | --- | ---- |
| 1. | Liegi         | 6 | 6 | 0 | 492 | 433 | +59  |
| 2. | Siviglia      | 6 | 3 | 3 | 480 | 405 | +75  |
| 3. | Ventspils     | 6 | 2 | 4 | 436 | 509 | −73  |
| 4. | Czarni Słupsk | 6 | 1 | 5 | 462 | 523 | −61  |

### Gruppo B
|    | Squadra          | P | V | S | PF  | PS  | Diff |
| -- | ---------------- | - | - | - | --- | --- | ---- |
| 1. | Ural Great Perm' | 6 | 5 | 1 | 498 | 433 | +65  |
| 2. | Telekom Bonn     | 6 | 3 | 3 | 417 | 413 | +4   |
| 3. | Hyères-Toulon    | 6 | 3 | 3 | 478 | 485 | −7   |
| 4. | Keravnos         | 6 | 1 | 5 | 434 | 496 | −62  |

### Gruppo C
|    | Squadra          | P | V | S | PF  | PS  | Diff |
| -- | ---------------- | - | - | - | --- | --- | ---- |
| 1. | Cholet           | 6 | 6 | 0 | 485 | 410 | +75  |
| 2. | Lokomotiv Kuban' | 6 | 4 | 2 | 460 | 424 | +36  |
| 3. | Sumykhim. Sumy   | 6 | 1 | 5 | 471 | 513 | −42  |
| 4. | Fribourg Olympic | 6 | 1 | 5 | 384 | 453 | −69  |

### Gruppo D
|    | Squadra       | P | V | S | PF  | PS  | Diff |
| -- | ------------- | - | - | - | --- | --- | ---- |
| 1. | AEL Limassol  | 6 | 4 | 2 | 519 | 456 | +63  |
| 2. | EiffelTowers  | 6 | 4 | 2 | 501 | 480 | +21  |
| 3. | Šiauliai      | 6 | 4 | 2 | 484 | 497 | −13  |
| 4. | Swans Gmunden | 6 | 0 | 6 | 428 | 499 | −71  |

### Gruppo E
|    | Squadra         | P | V | S | PF  | PS  | Diff |
| -- | --------------- | - | - | - | --- | --- | ---- |
| 1. | EWE Oldenburg   | 6 | 4 | 2 | 469 | 451 | +18  |
| 2. | Amsterdam       | 6 | 3 | 3 | 435 | 447 | −12  |
| 3. | H. Gerusalemme  | 6 | 3 | 3 | 397 | 377 | +20  |
| 4. | Olympia Larissa | 6 | 2 | 4 | 357 | 383 | −26  |

### Gruppo F
|    | Squadra       | P | V | S | PF  | PS  | Diff |
| -- | ------------- | - | - | - | --- | --- | ---- |
| 1. | Mons-Hainaut  | 6 | 4 | 2 | 514 | 451 | +63  |
| 2. | Galatasaray   | 6 | 4 | 2 | 483 | 447 | +36  |
| 3. | KK Zagabria   | 6 | 2 | 4 | 443 | 492 | −49  |
| 4. | Chimik Južnyj | 6 | 2 | 4 | 449 | 499 | −50  |

### Gruppo G
|    | Squadra        | P | V | S | PF  | PS  | Diff |
| -- | -------------- | - | - | - | --- | --- | ---- |
| 1. | Virtus Bologna | 6 | 5 | 1 | 472 | 444 | +28  |
| 2. | VVS Samara     | 6 | 3 | 3 | 440 | 439 | +1   |
| 3. | Ostenda        | 6 | 2 | 4 | 490 | 487 | +3   |
| 4. | Tartu Ülikooli | 6 | 2 | 4 | 451 | 483 | −32  |

### Gruppo H
|    | Squadra              | P | V | S | PF  | PS  | Diff |
| -- | -------------------- | - | - | - | --- | --- | ---- |
| 1. | Zenit S. Pietroburgo | 6 | 4 | 2 | 441 | 405 | +36  |
| 2. | B.K. Kiev            | 6 | 4 | 2 | 440 | 393 | +47  |
| 3. | Skyl. Francoforte    | 6 | 2 | 4 | 375 | 425 | −50  |
| 4. | Kalev/Cramo          | 6 | 2 | 4 | 431 | 464 | −33  |

## Top16
Dal 27 gennaio al 10 marzo 2009.

### Gruppo I
|    | Squadra      | P | V | S | PF  | PS  | Diff |
| -- | ------------ | - | - | - | --- | --- | ---- |
| 1. | Cholet       | 6 | 5 | 1 | 450 | 408 | +42  |
| 4. | Telekom Bonn | 6 | 3 | 3 | 415 | 425 | –10  |
| 3. | Liegi        | 6 | 2 | 4 | 410 | 432 | –22  |
| 4. | EiffelTowers | 6 | 2 | 4 | 433 | 443 | –10  |

### Gruppo J
|    | Squadra        | P | V | S | PF  | PS  | Diff |
| -- | -------------- | - | - | - | --- | --- | ---- |
| 1. | Virtus Bologna | 6 | 4 | 2 | 479 | 444 | +35  |
| 2. | B.K. Kiev      | 6 | 4 | 2 | 446 | 399 | +47  |
| 3. | EWE Oldenburg  | 6 | 3 | 3 | 456 | 470 | –14  |
| 4. | Galatasaray    | 6 | 1 | 5 | 478 | 546 | –68  |

### Gruppo K
|    | Squadra          | P | V | S | PF  | PS  | Diff |
| -- | ---------------- | - | - | - | --- | --- | ---- |
| 1. | AEL Limassol     | 6 | 5 | 1 | 472 | 421 | +51  |
| 2. | Ural Great Perm' | 6 | 3 | 3 | 453 | 453 | 0    |
| 3. | Siviglia         | 6 | 2 | 4 | 417 | 418 | –1   |
| 4. | Lokomotiv Kuban' | 6 | 2 | 4 | 399 | 449 | –50  |

### Gruppo L
|    | Squadra              | P | V | S | PF  | PS  | Diff |
| -- | -------------------- | - | - | - | --- | --- | ---- |
| 1. | Zenit S. Pietroburgo | 6 | 5 | 1 | 472 | 431 | +41  |
| 2. | Amsterdam            | 6 | 4 | 2 | 481 | 461 | +20  |
| 3. | Mons-Hainaut         | 6 | 3 | 3 | 495 | 482 | +13  |
| 4. | VVS Samara           | 6 | 0 | 6 | 429 | 503 | –74  |

## Quarti di finale
Dal 17 al 25 marzo 2009
| Squadra 1            | Serie | Squadra 2        | Gara 1  | Gara 2 | Gara 3 * |
| -------------------- | ----- | ---------------- | ------- | ------ | -------- |
| Cholet               | 2-1   | B.K. Kiev        | 68-52   | 72-77  | 80-74    |
| Virtus Bologna       | 2-0   | Telekom Bonn     | 86-76   | 106-91 |          |
| AEL Limassol         | 2-0   | Amsterdam        | 82-72   | 83-72  |          |
| Zenit S. Pietroburgo | 2-1   | Ural Great Perm' | 100-102 | 91-65  | 78-63    |

* eventuale

## Final Four
Futurshow Station - Bologna
|  | Semifinali           | Semifinali           | Semifinali     |                |        | Finale               | Finale               | Finale          |  |
|  |                      |                      |                |                |        |                      |                      |                 |  |
|  | Cholet               | Cholet               | 81             |                |        |                      |                      |                 |  |
|  | Cholet               | Cholet               | 81             |                |        |                      |                      |                 |  |
|  | Zenit S. Pietroburgo | Zenit S. Pietroburgo | 78             |                |        |                      |                      |                 |  |
|  | Zenit S. Pietroburgo | Zenit S. Pietroburgo | 78             |                | Cholet | Cholet               | 75                   |                 |  |
|  |                      |                      |                |                | Cholet | Cholet               | 75                   |                 |  |
|  |                      |                      | Virtus Bologna | Virtus Bologna | 77     |                      |                      |                 |  |
|  | Virtus Bologna       | Virtus Bologna       | Virtus Bologna | Virtus Bologna | 77     | 83                   |                      |                 |  |
|  | Virtus Bologna       | Virtus Bologna       |                |                |        | 83                   |                      |                 |  |
|  | AEL Limassol         | AEL Limassol         | 69             |                |        | Finale 3º posto      | Finale 3º posto      | Finale 3º posto |  |
|  | AEL Limassol         | AEL Limassol         | 69             |                |        |                      |                      |                 |  |
|  |                      |                      |                |                |        |                      |                      |                 |  |
|  |                      |                      |                |                |        | Zenit S. Pietroburgo | Zenit S. Pietroburgo | 94              |  |
|  |                      |                      |                |                |        | Zenit S. Pietroburgo | Zenit S. Pietroburgo | 94              |  |
|  |                      |                      |                |                |        | AEL Limassol         | AEL Limassol         | 82              |  |

| EuroChallenge 2008-2009  |
| ------------------------ |
| Virtus Bologna 1º titolo |

## Statistiche individuali

### Punti
| #  | Nome           | Squadra       | Gare | Punti | PPP   |
| -- | -------------- | ------------- | ---- | ----- | ----- |
| 1. | Austin Nichols | Hyères-Toulon | 10   | 196   | 19,60 |

### Rimbalzi
| #  | Nome           | Squadra        | Gare | Rimbalzi | RPP  |
| -- | -------------- | -------------- | ---- | -------- | ---- |
| 1. | Abdullahi Kuso | Sumykhim. Sumy | 10   | 88       | 8,80 |

### Assist
| #  | Nome           | Squadra | Gare | Assist | APP  |
| -- | -------------- | ------- | ---- | ------ | ---- |
| 1. | Dontaye Draper | Ostenda | 9    | 56     | 6,22 |

## Formazione vincitrice
| N° | Naz.                   | Ruolo | Sportivo             |  | Alt. |  |
| -- | ---------------------- | ----- | -------------------- |  | ---- |  |
| 5  | Stati Uniti (bandiera) | C     | Sharrod Ford         |  | 206  |  |
| 6  | Finlandia (bandiera)   | P     | Petteri Koponen      |  | 193  |  |
| 7  | Italia (bandiera)      | G     | Brett Blizzard       |  | 191  |  |
| 9  | Italia (bandiera)      | AP    | Alex Righetti        |  | 198  |  |
| 11 | Stati Uniti (bandiera) | P     | Earl Boykins         |  | 165  |  |
| 12 | Brasile (bandiera)     | AG    | Guilherme Giovannoni |  | 202  |  |
| 14 | Italia (bandiera)      | C     | Roberto Chiacig      |  | 210  |  |
| 15 | Stati Uniti (bandiera) | G     | Keith Langford       |  | 193  |  |
| 20 | Serbia (bandiera)      | G     | Dušan Vukčević       |  | 200  |  |
| 22 | Italia (bandiera)      | AC    | Riccardo Malagoli    |  | 207  |  |
| 24 | Stati Uniti (bandiera) | AG    | Reyshawn Terry       |  | 203  |  |
|    | Italia (bandiera)      | All.  | Matteo Boniciolli    |  |      |  |